# Chirindia ewerbecki
Espèce
Synonymes
- Amphisbaena nanguruwensis Loveridge, 1962

Chirindia ewerbecki est une espèce d'amphisbènes de la famille des Amphisbaenidae.

## Répartition
Cette espèce est endémique de Tanzanie.

## Description
Cette espèce de lézard est apode.

## Liste des sous-espèces
Selon The Reptile Database (25 octobre 2013) :
- Chirindia ewerbecki ewerbecki Werner, 1910
- Chirindia ewerbecki nanguruwensis (Loveridge, 1962)

## Étymologie
Cette espèce est nommée en l'honneur de Karl Ewerbeck.

## Publications originales
- Werner, 1910 : Über neue oder seltene Reptilien des Naturhistorischen Museums in Hamburg. II. Eidechsen. Jahrbuch der hamburgischen Wissenschaftlichen Anstalten, vol. 27, beiheft no 2, p. 1-46 (texte intégral).
- Loveridge, 1962 : New worm-lizards (Ancylocranium and Amphisbaena) from southeastern Tanganyika territory. Breviora, no 163, p. 1-6 (texte intégral).